# Wole Soyinka

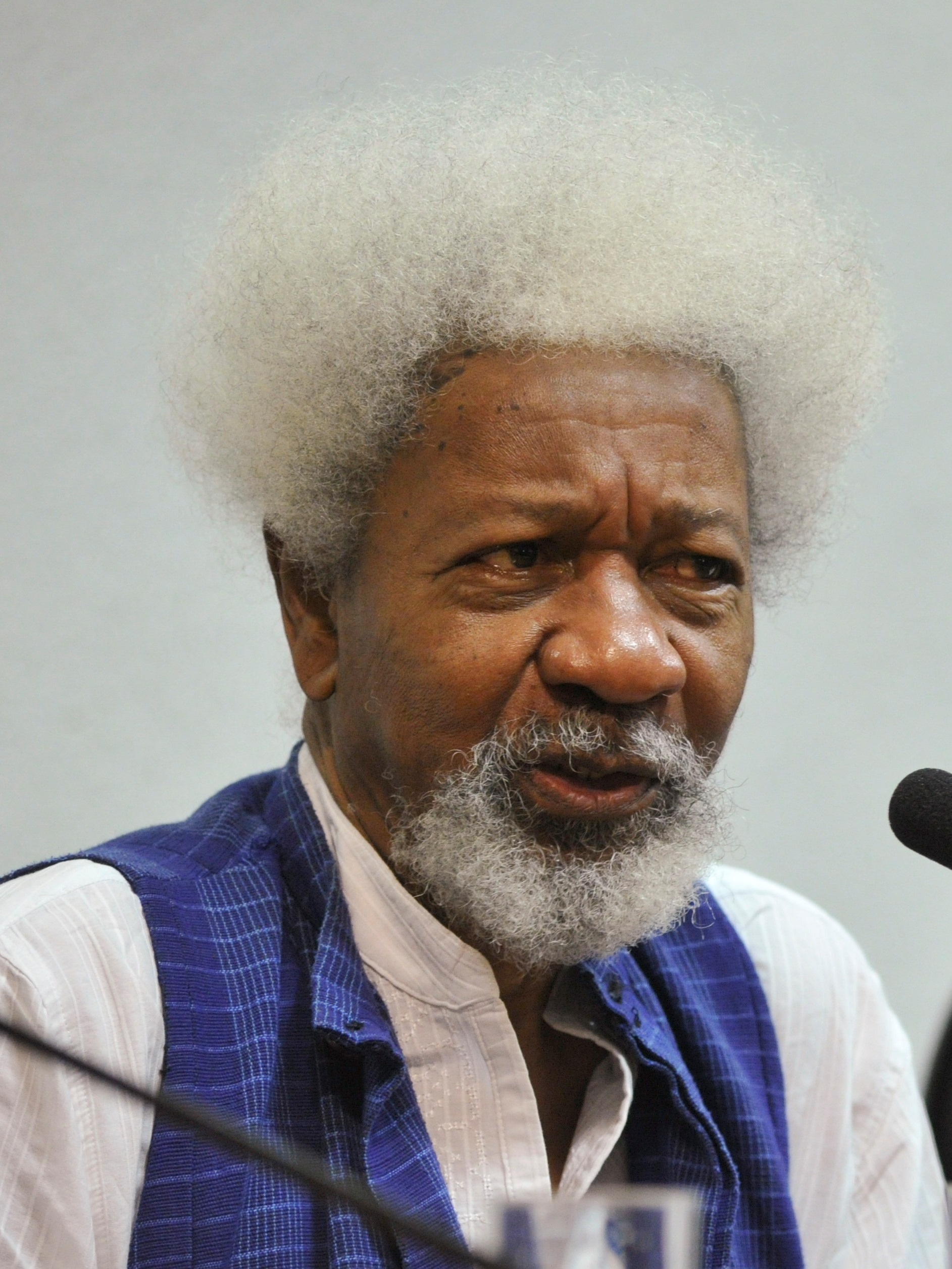
Wole Soyinka (2015)

Akinwande Oluwole Soyinka (* 13. Juli 1934 in Abeokuta, Nigeria) ist ein nigerianischer Schriftsteller und Literaturnobelpreisträger (1986). In der Begründung für die Zuerkennung des Preises, der damit erstmals an einen Vertreter der afrikanischen Literatur ging, hieß es, er gestalte „in breiter kultureller Perspektive und mit poetischen Obertönen das Drama des menschlichen Seins“. Seit 1994 ist Soyinka Goodwill-Botschafter der UNESCO.

## Leben
Wole Soyinka wurde 1934 im nigerianischen Abeokuta in eine Yoruba-Familie geboren. Sein Vater war Rektor einer Volksschule. Beide Elternteile waren gläubige Christen. Nach weiterführender Schulausbildung im Regierungscollege Ibadan studierte er von 1952 bis 1954 an der dortigen Universität sowie von 1954 bis 1957 an der University of Leeds (Großbritannien). Dort erhielt er einen Honours Degree in englischer Literatur. Soyinka arbeitete ab 1958 als Dramaturg und Schauspieler am Royal Court Theatre in London. Dort nahm er auch Einflüsse des Irish folk revival, der Bewegung um die Autoren des Abbey Theatre auf, bevor er nach Nigeria zurückkehrte, um afrikanisches Drama zu studieren. Er lehrte an den Universitäten von Lagos, Ibadan und Ife, wo er im Jahr 1975 Professor in Vergleichender Literaturwissenschaft wurde.
Bei der African writers Conference of English Expression im Juni 1962 in Kampala setzte sich Soyinka von der damals vielbeachteten Négritude-Bewegung ab, die er mit dem Wortspiel Négritude / Tigritude als bloßes Gerede verspottete: „The tiger does not proclaim its tigritude. It jumps.“ (Der Tiger proklamiert nicht seine Tigrigkeit. Er springt.) Die Négritude habe den Blick für die Realitäten verloren und sei selbstreferentiell.
Soyinka spielte eine aktive Rolle in Nigerias politischer Geschichte. Er war 1952 Mitbegründer der ersten studentischen Verbindung von Nigeria, die als National Association of Seadogs sowie als „Pyrates Confraternity“ bekannt wurde. Während des nigerianischen Bürgerkriegs (siehe Biafra-Krieg) versuchte Soyinka, die sich bekriegenden Parteien zu Friedensgesprächen zu bewegen. Deshalb ließ die nigerianische Bundesregierung unter General Yakubu Gowon ihn 1967 festnehmen und zu zwei Jahren Einzelhaft verurteilen. Während des Aufenthaltes im Gefängnis schrieb er Dichtungen, die er unter dem Namen Poems from Prison veröffentlichte. Er wurde 22 Monate später freigelassen, nachdem die internationale Aufmerksamkeit auf seine Gefangenschaft gelenkt worden war. Seine Erfahrungen im Gefängnis verarbeitete er in seinem Buch Der Mann ist tot: Gefängnisvermerke.
Soyinka ist ein unverblümter Kritiker vieler nigerianischer Regierungen und diverser Diktaturen weltweit, zum Beispiel des Mugabe-Regimes in Simbabwe. In zahlreichen Schriften bezieht er sich auf den „drückenden Stiefel und die Irrelevanz der Farbe des Fußes, der ihn trägt“. 1983 verfasste er mit Tunji Oyelana den Protestsong „Etike Revo Wetin“, der zum Hit wurde. Durch diesen Aktivismus hat er sich oft großem persönlichen Risiko ausgesetzt, etwa während der Herrschaftszeit des nigerianischen Diktators General Sani Abacha (1993 bis 1998). Während Abachas Diktatur ging Soyinka freiwillig ins Exil. Er lebte hauptsächlich in den USA, wo er Gastprofessuren an mehreren Universitäten innehatte. 1998 kehrte er nach Nigeria zurück, blieb aber weiterhin auch in den USA tätig. 2004 wurde er Inhaber eines Lehrstuhls für Vergleichende Literaturwissenschaften an der Emory University in Atlanta. Soyinka war Inhaber der Elias-Ghanem-Professur für Kreatives Schreiben an der englischen Abteilung der University of Nevada in Las Vegas und lehrt mittlerweile an der University of Johannesburg.
Im Jahr 2005 wurde er eine der Speerspitzen der PRONACO, eines Verbundes nigerianischer Organisationen, der sich die Ausarbeitung einer neuen Verfassung für Nigeria zum Ziel gesetzt hat.
2017 zerstörte Soyinka als Protest gegen den Amtsantritt Donald Trumps als Präsidenten der Vereinigten Staaten von Amerika seine Green Card. Er bezeichnete dies als eine persönliche Entscheidung, zu der er niemanden anderen ermutigen wolle. Zu seinem 85. Geburtstag im Jahr 2019 schrieb Arno Widmann in der Frankfurter Rundschau, Wole Soyinka gehöre „bei aller Weisheit und Güte … doch auch zu den zornigen alten Männern.“

## Wirkung
Auf Wole Soyinkas Hörspiel A Scourge of Hyacinths basiert die Oper Scourge of Hyacinths der kubanischen Komponistin Tania León, die sie 1994 in Teilen schrieb und 1999 fertigstellte.
Kein deutsches Theater nahm jemals eines der Schauspiele von Wole Soyinka in seinen Spielplan auf.

## Werke
Dramen - Theaterstücke - Hörspiele
- 1954 Keffi's Birthday Treat
- 1957 The Invention
- 1958 The Swamp Dwellers
- 1959 An Evening without Décor
- 1959 A Quality of Violence
- 1959 The Lion and the Jewel. Deutsch: Der Löwe und die Perle, Verlag Volk und Welt, Berlin 1973
- 1960 The Trials of Brother Jero
- 1960 My Father's Burden
- 1963 A Dance of the Forests
- 1964 The Strong Breed
- 1964 Before the Blackout
- 1965 Kongi's Harvest
- 1965 The Road. Deutsch Die Straße (Hörspiel 1988)
- 1965 The Detainee (Radiohörspiel)
- 1971 Madmen and Specialists (Tragödie)
- 1973 The Bacchae of Euripides
- 1973 Camwood on the Leaves (Radiohörspiel, für die Bühne adaptiert von Kenneth Uphopho's Performing Arts Workshop & Studios)
- 1973 Jero's Metamorphosis
- 1976 Death and the King's Horseman (Drama)
- 1977 Opera Wonyosi (eine Adaption von Brechts Dreigroschenoper)
- 1985 Requiem for a Futurologist, London, Rex Collings
- 1984 Sixty-Six (short piece)
- 1984 A Play of Giants
- 1987 Childe internationale
- 1987 Six Plays, deutsch Stücke, Henschelverlag, Berlin 1987, ISBN 3-362-00162-9
- 1991 A Scourge of Hyacinths (Radiohörspiel, BBC Radio 4. Juli)
- 1992 From Zia with Love
- 1996 The Beatification of Area Boy
- 1999 Document of Identity (Radiohörspiel)
- 2001 King Baabu

Romane
- 1965 The interpreters. Deutsch: Die Ausleger, Freiburg 1983, Neuauflage: Ammann Verlag, Zürich 2002, ISBN 3-250-30006-3
- 1973 Season of anomy. Deutsch: Zeit der Gesetzlosigkeit, Verlag Volk und Welt, Berlin 1977, Neuauflage Ullstein Verlag, Berlin 1986, und als Die Plage der tollwütigen Hunde Walter-Verlag, Olten 1979, ISBN 3-548-20811-8
- 1981 Aké
- 1989 Isarà. Deutsch 1994, Amman Verlag Zürich, und 1996 Fischer Taschenbuch
- 2021 Chronicles From the Land of the Happiest People on Earth. Deutsch: Die glücklichsten Menschen der Welt. Roman. Übers. Inge Uffelmann. Blessing, München 2022, ISBN 978-3-89667-728-0.

Gedichte
- 1972 A shuttle in the crypt, London, Rex Collings/Metheun
- 1972 Ogun Abibiman Gedichtzyklus, London, Rex Collings, Deutsch: mit Zeichnungen von Thomas Rug, Verlag Thomas Reche, Neumarkt 2006, ISBN 978-3-929566-71-0
- 1967 Idanre, and other poems, London, Methuen
- 1969 Poems from Prison, London, Rex Collings
- 1988 Mandela's Earth and Other Poems, New York, Random House
- 1998 Early Poems. Deutsch: Abiku. Frühe Gedichte. Photographien von Barbara Klemm und Robert Lebeck. Auflage 535 signierte Exemplare. 2012 Verlag Thomas Reche, Neumarkt ISBN 978-3-929566-89-5
- 1999 Outsiders, Canton, GA, Wisteria Press
- 2001 Selected Poems
- 2002 Samarkand and other Markets I have Known, London, Methuen. Deutsch: Samarkand und andere Märkte. Gedichte. Englisch und Deutsch. Ammann Verlag 2004, Zürich, ISBN 3-250-30016-0*

Kurzgeschichten
- 1958 A Tale of Two
- 1960 Egbe's Sworn Enemy
- 1960 Madame Etienne's Establishment
- 1989 The Search. With Fountain Notes and Exercises, Ibadan, Nigeria, Fountain Publications

Essays und Reden
- 1962 Towards a True Theater
- 1963 Culture in Transition
- 1967 The Writer in a Modern African State
- 1975 Neo-Tarzanism: The Poetics of Pseudo-Transition
- 1986 This Past Must Address Its Present. Rede gehalten am 8. Dezember 1986 zur Nobelpreisverleihung in Stockholm. Als Diese Vergangenheit muss sich ihrer Gegenwart stellen, Ammann Verlag 1988, Zürich, ISBN 3-250-01030-8
- 1988 Art, Dialogue, and Outrage: Essays on Literature and Culture, Ibadan, New Horn Press, African Books Collective, Oxford. Sowie New York, Pantheon Books, 1993
- 1976 From Drama and the African World View
- 1975  Wole Soyinka et al.: In Person. Achebe, Awoonor, and Soyinka at the University of Washington, African Studies Program, Seattle, African Studies Program
- 1976 Myth, Literature, and the African World, New York, Cambridge University Press
- 1981 The Critic and Society: Barthes, Leftocracy, and Other Mythologies, Ife, University of Ife Press, 1982
- 1982 Cross Currents: The 'New African' after Cultural Encounters
- 1983 Shakespeare and the Living Dramatist
- 1985 Climates of Art
- 1986 The External Encounter: Ambivalence in African Arts and Literature
- 1988  Wolw Soyinka et al.: Development and Culture, New York, Africa Leadership Forum
- 1990 The Blackman and the Veil. A Century on and Beyond the Berlin wall, Lectures Delivered by Wole Soyinka on 31 August and 1 September 1990, Accra, W.E.B. Du Bois-Padmore-Nkrumah Pan-African Lectures Series/ WEB Du Bois Memorial Centre for Pan-African Culture, Sedco Publishing, Ghana 1993. ISBN 978-9964-72-121-3
- 1991 The Credo of Being and Nothingness, Ibadan, Spectrum Books Limited
- 1995 Wole Soyinka and Ken Saro-Wiwa: A Month and a Day & Letters, Banbury, UK, Ayebia
- 1996 The Open Sore of a Continent. A Personal Narrative of the Nigerian Crisis, New York, Oxford University Press
- 1996 Democracy and the University Idea. The Student Factor, Lagos, Obafemi Awolowo Foundation
- 1999 The Burden of Memory – The Muse of Forgiveness, New York, Oxford University Press. Deutsch: Die Last des Erinnerns. Was Europa Afrika schuldet und was Afrika sich selbst schuldet, Essay, Patmos Verlag, Düsseldorf 2001, ISBN 3-491-72444-9
- 1999 Arms and the Arts. A Continent's Unequal Dialogue
- 2000 The Seven Signposts of Existence: Knowledge, Honor, Justice and Other Virtues, Ibadan Pocket Gifts
- 2002 Tradition and Vectors of Expression, The Hague, Institute of Social Studies
- 2002 Nigeria's Transition to Democracy. Illusions and Realities
- 2002 Salutation to the Gut, Ibadan, Nigeria, Bookcraft Ltd, Pocket gifts 2002
- 2003 The Deceptive Silence of Stolen Voices, Ibadan, Spectrum Books Ltd.
- 2004 A Climate of Fear (Gehalten als BBC Reith Lectures, audio and transcripts). Deutsch: Klima der Angst. Politische Essays, Ammann Verlag, Zürich 2005, ISBN 3-250-30017-9 sowie Climate of Fear. The Quest for Dignity in a Dehumanized World, New York, Random House Trade Paperbacks 2005
- 2005 The Invention & the Detainee, Pretoria, University of South Africa
- 2006 Interventions IV. In a Lighter Vein, Ibadan, Bookcraft
- 2009 Das erste Exil. The First Exile. Englisch und Deutsch. Mit Offsetlithographien von Jürgen Brodwolf. Verlag Thomas Reche, Neumarkt, ISBN 978-3-929566-84-0
- 2009 New Imperialism, Dar es Salaam, University of Dar es Salaam
- 2012 Of Africa

Autobiographische Materialien
- 1981 Aké, the years of childhood, London Collings. Deutsch: Aké, Jahre der Kindheit, Ammann Verlag, Zürich 1986, Neuauflage 2003, ISBN 3-250-30012-8
- 1972 The Man Died - Prison Notes of Wole Soyinka, New York, Harper & Row. Deutsch: Der Mann ist tot. Aufzeichnungen aus dem Gefängnis (Autobiographie 1968–1969). Ammann Verlag, Zürich 1987, ISBN 3-250-10085-4
- 1989 Ìsarà. A Voyage around Essay, New York, Random House. Autobiographie. Deutsch: Ìsarà. Eine Reise rund um den Vater Fischer Taschenbuch 1996
- 1998 Ibadan. The Penkelemes Years - A Memoir 1946 - 1965, London, Methuen. Deutsch: Ibadan. Streunerjahre 1946–1965 - Erinnerungen. Ammann Verlag, Zürich, ISBN 3-250-10315-2, 1994.
- 2006 You must set forth at dawn. A Memoir, New York, Random House. Deutsch: Brich auf in früher Dämmerung. Erinnerungen 1960–1999. Ammann Verlag, Zürich 2008, ISBN 978-3-250-60121-0

Übersetzungen
- 1968 The Forest of a Thousand Demons: A Hunter’s Saga. (Eine Übersetzung von D. O. Fagunwas Ògbójú Ọdẹ nínú Igbó Irúnmalẹ̀)
- 2010 In the Forest of Olodumare (Eine Übersetzung von D. O. Fagunwas Igbo Olodumare)

Verfilmungen
- Kongi's Harvest
- Culture in Transition
- Blues for a Prodigal

## Auszeichnungen (Auswahl)
- 1967 John Whiting Award für The interpreters
- 1974 Ehrendoktor der Yale University, New Haven
- 1983 Anisfield-Wolf Book Award
- 1986 Nobelpreis für Literatur
- 1986 Mitglied der American Academy of Arts and Letters[9]
- 1987 Mitglied der American Academy of Arts and Sciences
- 1993 Ehrendoktor der Universität Bayreuth; wegen der Berufung Arthur Maria Rabenalts zum Honorarprofessor der Universität hatte Wole Soyinka im April 1989 zunächst auf die Verleihung der Ehrendoktorwürde verzichtet[10]
- 2000 Fonlon-Nichols Award
- 2006 Weilheimer Literaturpreis
- 2008 Markgräfin-Wilhelmine-Preis der Stadt Bayreuth
- 2017 Europäischer Theaterpreis (Spezialpreis)

## Dokumentarfilme
- Eine Kindheit in Nigeria, Wole Soyinka, 45 Min., Film von Vera Botterbusch, Bayerischer Rundfunk 2000
- Samarkand, Film von Vera Botterbusch, Lesezeichen im Bayerischen Rundfunk 2004